# 建阳镇
建阳镇，是中华人民共和国江苏省盐城市建湖县下辖的一个乡镇级行政单位。

## 行政区划
建阳镇下辖以下地区：
戛粮社区、建阳社区、长建社区、马厂村、湖成村、顾杨村、赵墩村、瓦瓷村、西尖村、建南村、金桥村、王桥村、职工村、新桥村、交睦村、顾东村、荡中村、建东村、丰喜村、新阳村、东尤村和李庄村。